# Acarobythites larsonae
Acarobythites larsonae är en fiskart som beskrevs av H. Machida 2000. Acarobythites larsonae ingår i släktet Acarobythites och familjen Bythitidae. Inga underarter finns listade i Catalogue of Life.